# Comuna Mavrodin, Teleorman
Mavrodin (în trecut, Repezi) este o comună în județul Teleorman, Muntenia, România, formată numai din satul de reședință cu același nume.

## Istorie
La sfârșitul secolului al XIX-lea, comuna făcea parte din plasa Târgului al județului Teleorman, și era alcătuit decât din satul Mavrodin cu o populație de 971 de locuitori. În comună funcționa o școală mixtă cu 19 elevi și o biserică.
Anuarul Socec din 1925 consemnează comuna în plasa Alexandria a aceluiași județ, cu o populație de 1890 de locuitori.
În anul 1950, comuna a trecut în administrația raionului Alexandria al regiunii Teleorman, raion care, doi ani mai târziu, a fost inclus în regiunea București.
În anul 1968, comuna a trecut la județul Teleorman, în actuala structură.

## Demografie
Componența etnică a comunei Mavrodin
     Români (95,34%)
     Alte etnii (0%)
     Necunoscută (4,66%)
Componența confesională a comunei Mavrodin
     Ortodocși (93,87%)
     Alte religii (0,95%)
     Necunoscută (5,18%)
Conform recensământului efectuat în 2021, populația comunei Mavrodin se ridică la 2.316 locuitori, în scădere față de recensământul anterior din 2011, când fuseseră înregistrați 2.693 de locuitori. Majoritatea locuitorilor sunt români (95,34%), iar pentru 4,66% nu se cunoaște apartenența etnică. Din punct de vedere confesional, majoritatea locuitorilor sunt ortodocși (93,87%), iar pentru 5,18% nu se cunoaște apartenența confesională.

## Politică și administrație
Comuna Mavrodin este administrată de un primar și un consiliu local compus din 11 consilieri. Primarul, Nicolae Stan[*], de la Partidul Național Liberal, este în funcție din 2012. Începând cu alegerile locale din 2024, consiliul local are următoarea componență pe partide politice:
|  | Partid                          | Consilieri | Componența Consiliului | Componența Consiliului | Componența Consiliului | Componența Consiliului | Componența Consiliului | Componența Consiliului |
|  | ------------------------------- | ---------- | ---------------------- | ---------------------- | ---------------------- | ---------------------- | ---------------------- | ---------------------- |
|  | Partidul Național Liberal       | 6          |                        |                        |                        |                        |                        |                        |
|  | Partidul Social Democrat        | 4          |                        |                        |                        |                        |                        |                        |
|  | Alianța pentru Unirea Românilor | 1          |                        |                        |                        |                        |                        |                        |